# 椎名あやね
椎名 あやね（しいな あやね、2007年10月27日 - ）は、日本の女性アイドル、コスプレイヤー。女性アイドルグループ『RepiDoll』の元メンバー。東京都出身。

## 略歴
2019年12月に『Runup!!』のメンバーとしてデビュー。2021年3月18日に脱退。
同年4月29日に『RepiDoll』結成時のメンバーとして活動することを発表。
所属グループ遍歴
- Runup!!（2019年12月 - 2021年4月）
- RepiDoll（2021年4月 - 2024年3月）

## 人物
趣味は歌うことと愛犬と遊ぶこと、お昼寝。特技はどこでも寝れること、跳び箱、バスケットボール。